# Zwaardadel
Zwaardadel, Frans: Noblesse d'épée of Noblesse dépée, is de aanduiding voor personen uit de traditionele of oude adelstand in het Frankrijk van de middeleeuwen en het ancien régime.
Deze klasse was erfgenaam van de ideologie van het ridderschap. Het is grotendeels synoniem aan noblesse de race en noblesse ancienne en wordt gebruikt om een onderscheid te maken met de andere klassen van de Franse adel, namelijk:
- noblesse de chancellerie, kanselarijadel,
- noblesse de lettres, briefadel, door een patentbrief van de koning,
- noblesse de robe, ambtsadel,
- noblesse de cloche of noblesse échevinale, schepenadel en
- noblesse militaire, militaire adel.

Net zoals bij een officier d'épée is zwaardadel ontleend aan het recht van edelen om een zwaard te dragen.